# Emilio Segrè
Emilio Gino Segrè (født 1. februar 1905, død 22. april 1989) var en italiensk-amerikansk fysiker, der modtog nobelprisen i fysik i 1959 sammen med Owen Chamberlain for at opdage antiprotonen, der er en subatomar antipartikel.. Han var også med til at opdage grundstofferne technetium og astatin.
Fra 1943 til 1946 arbejdede han på Los Alamos National Laboratory som gruppeleder for Manhattan Project. I april 1944 fandt han ud af at Thin Man, det foreslåede plutonium-atomvåben, ikke ville virke som følge af plutonium-240-urenheder.